# M-549
La M-549 es una carretera de la Red Local de la Comunidad de Madrid. Con una longitud de 2,29 km, une la M-501 con el límite de provincia con Ávila, en Las Rozas de Puerto Real.

## Trayecto
Esta vía transcurre íntegramente por el término municipal de Las Rozas de Puerto Real.
Continúa como AV-P-702 una vez dentro de la provincia de Ávila, en dirección Casillas. No obstante, algunos mapas y señalización antigua reflejan la denominación madrileña hasta Sotillo de la Adrada, cruce con la CL-501.

## Tráfico
Según las estadísticas de tráfico, en 2023 la intensidad media diaria alcanzaba la cifra de aproximadamente 500 vehículos diarios, con un 7,09 % de tráfico de camiones.